# Eleutherodactylidae
Eleutherodactylidae – rodzina płazów z rzędu płazów bezogonowych (Anura).

## Zasięg występowania
Zasięg występowania rodziny Eleutherodactylidae obejmuje obszar od Florydy, centralnego Teksasu i zachodniego Meksyku na południe po północno-zachodni Ekwador, północno-wschodnie Peru, Brazylię i kraje regionu Gujana, także wyspy Morza Karaibskiego.

## Charakterystyka
Długość ciała wynosi od 10,5 mm u dorosłej samicy Eleutherodactylus iberia do 88 mm u samicy Eleutherodactylus inoptatus. Eleutherodactylus iberia to jeden z najmniejszych gatunków żab; gatunki o podobnie małych rozmiarach napotkać można w czterech innych rodzinach (Brachycephalidae, Leptodactylidae, Microhylidae i Sooglossidae). Innym nietypowym gatunkiem jest Eleutherodactylus jasperi, u którego stwierdzono jajożyworodność; jest to gatunek endemiczny dla południowego Puerto Rico, ostatni raz widziany w 1981 roku, przypuszczalnie wymarły.

## Podział systematyczny
Do rodziny zalicza się następujące podrodziny:
- Eleutherodactylinae Lutz, 1954
- Phyzelaphryninae Hedges, Duellman & Heinicke, 2008